# Myrcia almasensis
Myrcia almasensis är en myrtenväxtart som beskrevs av Niclugh.. Myrcia almasensis ingår i släktet Myrcia och familjen myrtenväxter. IUCN kategoriserar arten globalt som sårbar. Inga underarter finns listade i Catalogue of Life.